# Wuenheim
Wuenheim (deutsch Wünheim) ist eine französische Gemeinde mit 769 Einwohnern (Stand 1. Januar 2022) im Département Haut-Rhin in der Region Grand Est (bis 2015 Elsass). Sie gehört zum Arrondissement Thann-Guebwiller, zum Kanton Guebwiller und zum Gemeindeverband Région de Guebwiller.

## Geografie
Die Gemeinde Wuenheim liegt am Rand der Vogesen. Der Wuenheimerbach, gespeist aus den Bergbächen Gutenbach und Kaltenbach, tritt hier in die Oberrheinebene ein. Im Südwesten des Gemeindegebietes wird im Hartmannswillerkopf mit 956 m der höchste Punkt erreicht. Das Gebiet der Gemeinde ist Teil des  Regionalen Naturparks Ballons des Vosges.
Nachbargemeinden von Wuenheim sind Jungholtz im Norden, Soultz-Haut-Rhin im Osten, Hartmannswiller im Süden, Wattwiller im Südwesten sowie mit dem Forêt Reculée de Soultz eine Enklave der Gemeinde Soultz-Haut-Rhin im Westen.

## Geschichte
Von 1871 bis zum Ende des Ersten Weltkrieges gehörte Wünheim als Teil des Reichslandes Elsaß-Lothringen zum Deutschen Reich und war dem Kreis Gebweiler im Bezirk Oberelsaß zugeordnet.

### Bevölkerungsentwicklung
| Jahr      | 1910 | 1962 | 1968 | 1975 | 1982 | 1990 | 1999 | 2007 | 2019 |
| --------- | ---- | ---- | ---- | ---- | ---- | ---- | ---- | ---- | ---- |
| Einwohner | 1031 | 654  | 693  | 718  | 756  | 800  | 850  | 811  | 799  |

## Sehenswürdigkeiten
- Kirche St. Ägidius (Église Saint-Gilles)

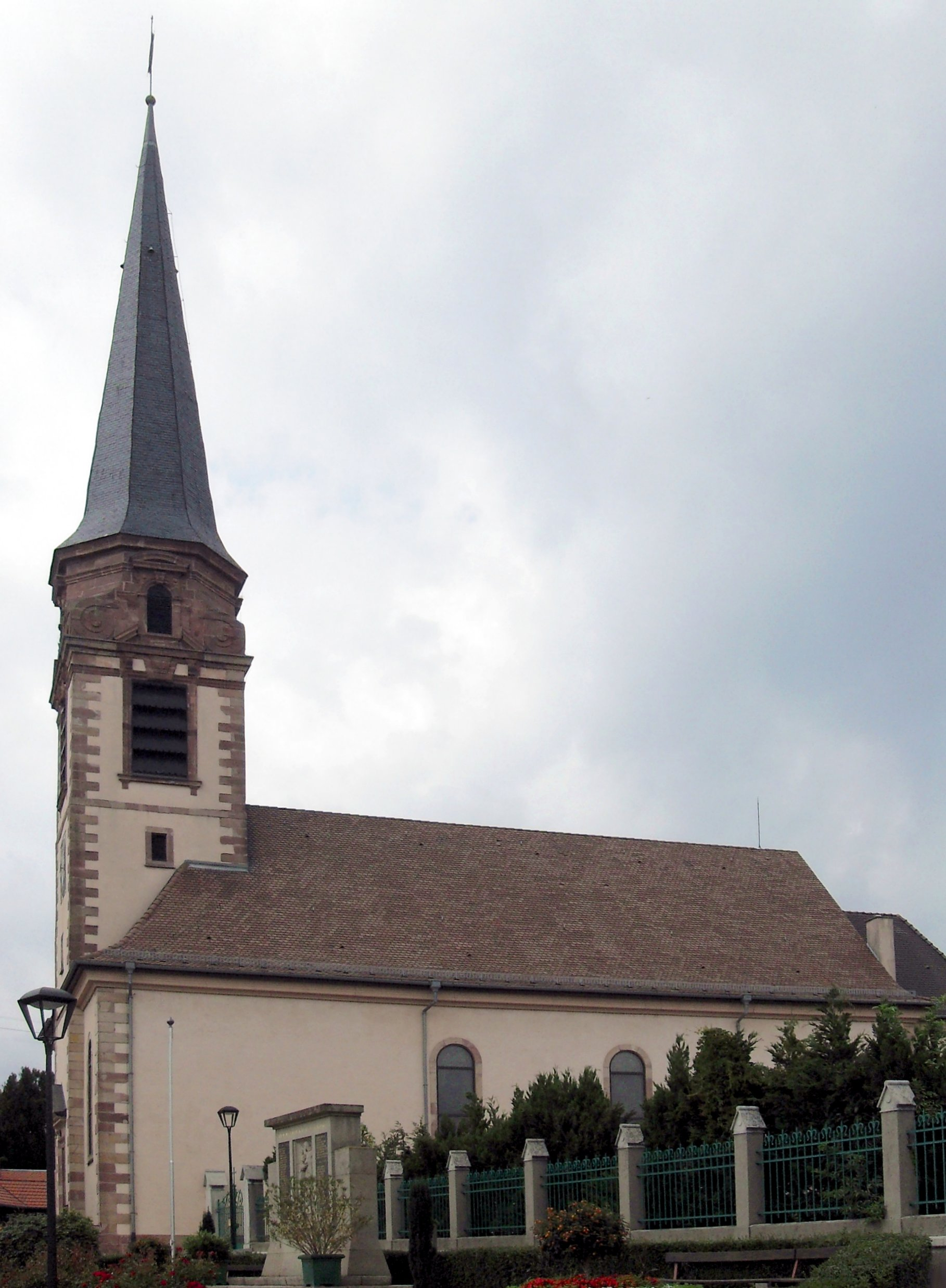
Kirche St. Ägidius

## Gemeindepartnerschaft
Es besteht eine Gemeindepartnerschaft mit Grävenwiesbach in Hessen. Initiator war der Unternehmer Josef Grünewald, der 1941 bis 1945 ein Unternehmen in Wuenheim und ab 1946 in Grävenwiesbach betrieben hatte. Josef Grünewald ist Ehrenbürger von Wuenheim.

## Persönlichkeiten
- Diana Rabe von Pappenheim (* 1788 im Schloss Ollweiler bei Wuenheim; † 18. Dezember 1844 in Weimar), Geliebte des Königs Jérôme Bonaparte von Westphalen.

## Nachweise
1. 1 2  Gemeindeverzeichnis Deutschland 1900 – Kreis Gebweiler